# Агульяс (прохід)
Прохід Агульяс — абісальний канал, що знаходиться на південь від Південної Африки між банкою Агульяс і плато Агульяс завширшки близько 50 км він з'єднує долину Натал та котловину Транскей на півночі з басейном Агульяс на півдні та є єдиним прибережним сполученням між південно-західною частиною Індійського океану та Півднем Атлантичного океану

## Геологія
Прохід Агульяс утворився під час руйнації Гондвани приблизно 160 Ма та через рифтинг котловин Сомалійської та Мозамбіцької, подією, пов'язаною з формуванням дна океану у морі Ведделла 147 Ма.
Між банкою Агульяс та проходом Агульяс межа між земною корою та мантією (Мохо) піднімається з 25 до 14 км (50 км є нормальною межею континент-океан). Товщина земної кори під проходом Агульяс коливається від 6 до 10 км, що нормально для океанічної кори. Можливо, проте, що вулканічні потоки з великої магматичної провінції плато Агульяс (LIP) досягали проходу Агульяс ( 160—120 млн років тому) під час формування LIP (100-80 млн.), і що кора під спочатку проходу була тоншою.
Осадові шари дуже тонкі на заході проходу Агульяс, місцями лише 8 м. Натомість у центральних частинах проходу вони можуть досягати 1300 м і утворювати заноси осадів. Південна частина зазнала витончення та ерозію.

## Океанографія
Течія Агульяс, західна пригранична течія Індійського океану, що тече на південь через долину Натал, басейн Транскей і прохід Агулхас в південно-східній частині Атлантичного океану, де вона відбивається назад в Індійський океан як зворотня течія Агульяса. В Індійському океані течія Агульяс трансформується у вир, який, нарешті, повертає частку водної маси назад до долини Натал.
З моменту старту Антарктичної циркумполярної течії в олігоцені Антарктичні придонні води (англ. Antarctic Bottom Water, AABW), прямують як на північ через прохід Агульяс, так і на південь від плато Агульяс до котловини Транскей, а потім до Мозамбіцької котловини
Північноатлантичні глибинні води (англ. North Atlantic Deep Water, NADW) течуть на північ через прохід Агульяс, а потім на захід від Мозамбіцького хребта і через басейн Транскеї на схід від хребта, а потім до Індійського океану. На південь від узбережжя Південно-Африканської Республіки NADW знаходиться близько до глибини 2500 м, де він транспортує 2,9 Sv (мільйон м³/с) зі швидкістю 4 см/сек, в результаті чого прохід Агульяса вичищається від наносів на цій глибині.
Антарктичні проміжні води течуть з Антарктиди до Індійського океану, звідки доходять до Африки зі сходу. Вони течуть на південь через прохід Агульяс, а потім слідують за течією Агульяс і відбиваються назад до Індійського океану